# Hirokazu Sasaki
Hirokazu Sasaki (Prefettura di Okayama, 16 febbraio 1962) è un ex calciatore giapponese, di ruolo difensore.
Ha giocato una sessantina di incontri nella massima divisione nipponica.